# Вісімдесят перший кілометр
Вісімдесят перший кілометр (рос. Восемьдесят первый километр) — селище у Волосовському районі Ленінградської області Російської Федерації.
Населення становить 49 осіб. Належить до муніципального утворення Калитинське сільське поселення.

## Історія
Від 1 серпня 1927 року належить до Ленінградської області.

## Населення
| 1997 | 2007 | 2010 | 2013 | 2017 |
| ---- | ---- | ---- | ---- | ---- |
| 33   | ↘29  | ↗35  | →35  | ↗49  |